# 希芙

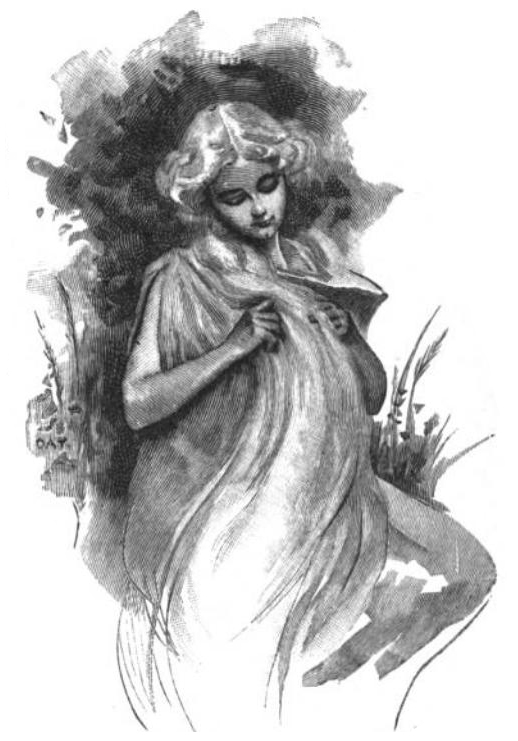
1897年出版的插畫，女神希芙手握她的金色頭髮，在她身後是生長的糧食。

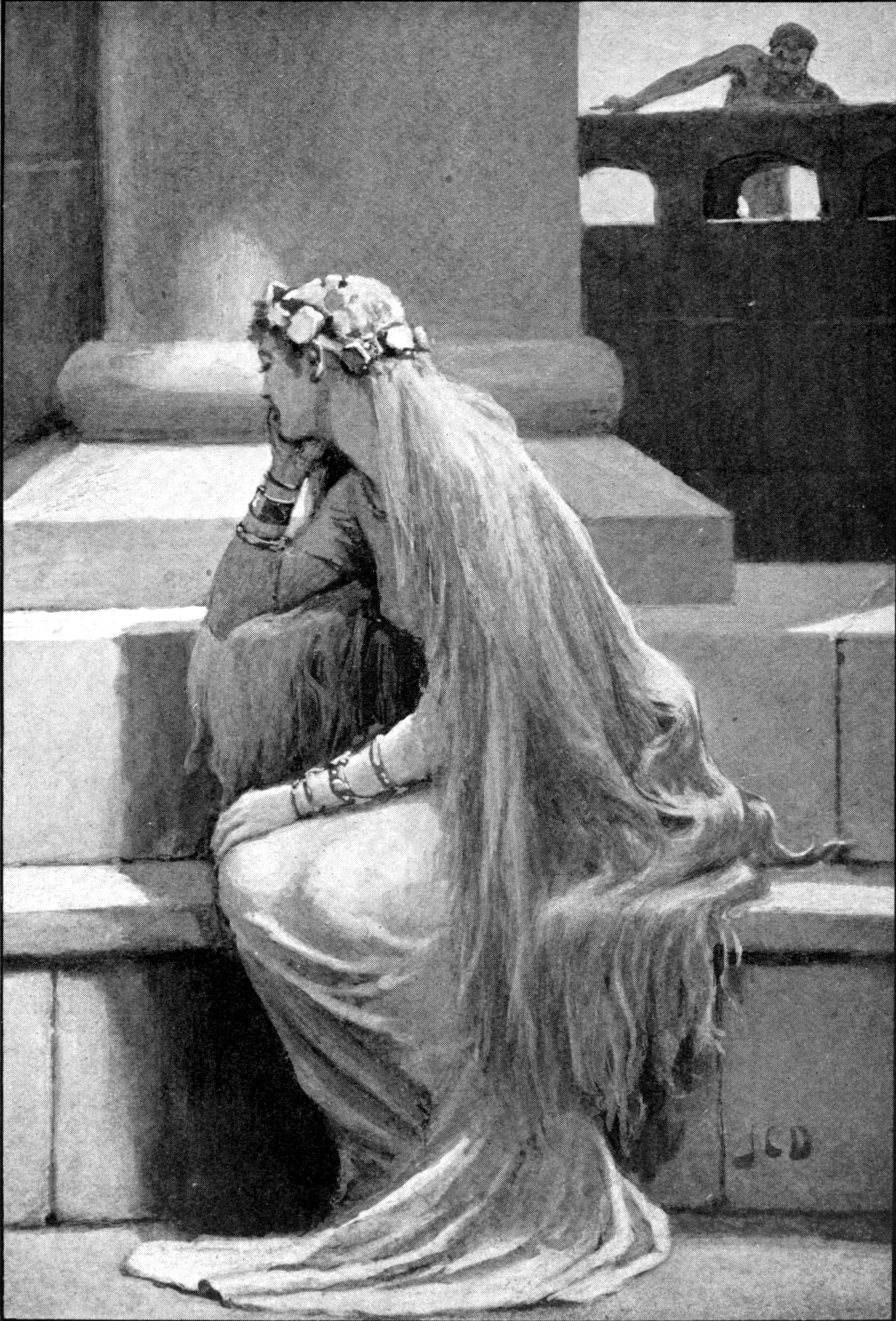
約翰·查爾斯·道爾曼（John Charles Dollman）在1909年畫的希芙畫像。

希芙（Sif），阿薩神族的女神，雷神索爾（Thor）的妻子。她和索爾的孩子是摩迪（Modi）和斯露德（Thrud）。她與索爾另有一個養子，是冬神憂勒（Ullr）。
她是豐收五穀的人格化，是土地和收穫的女神。她是北歐女神中，繼弗蕾亞（Freyja）後最美的女神，也有說法認為她是一名女巨人。希芙最美的地方是一頭金髮，神話中形容她的金髮耀眼奪目，象徵金黃的麥穗或是地裡的黃金。

## 希芙之髮
一天，邪神洛基（Loki）趁希芙熟睡時（一說是睡在伊登女神的花園），趁機將她的頭髮剃光，索爾因此勃然大怒。
洛基為了平息索爾的怒火，拜託侏儒伊瓦爾迪（Ivaldi）的兒子們用金絲製成一頂黃金髮作為彌補。又另外做了兩個禮物：獻給奧丁（Odin）的是长枪冈格尼尔（Gungnir），獻給弗雷（Freyr）的是神船斯基德普拉特尼（Skidbladnir）。洛基因此稱讚他是世上最好的工藝家。
但這句話引來另外一個侏儒勃洛克（Brock）的不滿，因此勃洛克和洛基打賭，賭他的哥哥辛德里（Sindri）能做出更好的東西，而賭注則是彼此的頭顱。辛德里做出一頭金色的野豬古林博斯帝（Gullinbursti）獻給弗雷；還有一個聚金指環德羅普尼爾（Draupnir）獻給奧丁。而當他在做準備獻給索爾的雷神之鎚（Mjolnir）時，害怕會輸的洛基變作一隻牛虻，去擾亂在幫忙顧火的勃洛克，結果因而使得雷神之鎚的柄短少了一點。
這場賭局，在諸神的判斷下是由做出雷神之鎚的勃洛克和辛德里獲勝。洛基輸了賭局，但急中生智詭辯道：「頭可以給你，但不包括脖子」。侏儒無奈，只能縫住洛基的嘴當作處罰，但不久洛基即自行解脫了。